# Đorđije Ćetković
Đorđije Ćetković (Nikšić, 1983. január 3. –) montenegrói válogatott labdarúgó.

## Mérkőzései a montenegrói válogatottban
| #  | Dátum              | Ellenfél  | Eredmény | Kiírás              | Esemény |
| -- | ------------------ | --------- | -------- | ------------------- | ------- |
| 1. | 2007. június 1.    | Japán     | 0 – 2    | Kirin-kupa          | 46'     |
| 2. | 2007. június 3.    | Kolumbia  | 0 – 1    | Kirin-kupa          | 46'     |
| 3. | 2008. november 19. | Macedónia | 2 – 1    | barátságos mérkőzés | 53'     |

## Sikerei, díjai
FC Hansa Rostock:
- Bundesliga 2 ezüstérmes: 2006-07

Buriram United FC:
- Thai FA-kupagyőztes: 2012